# Pollanisus commoni
Pollanisus commoni là một loài bướm đêm thuộc họ Zygaenidae. Nó được tìm thấy dọc theo bờ biển của đông bắc Queensland.
Chiều dài cánh trước là 7-7.5 mm đối với con đực và 6.5-7.5 mm đối với con cái.
Ấu trùng ăn Dillenia alata.